# Comuna Gura Caliței, Vrancea
Gura Caliței (în trecut, Lacu lui Băban) este o comună în județul Vrancea, Muntenia, România, formată din satele Bălănești, Cocoșari, Dealu Lung, Groapa Tufei, Gura Caliței (reședința), Lacu lui Baban, Plopu, Poenile, Rașca și Șotârcari.

## Așezare
Comuna Gura Caliței se află în zona colinară central-sudică a județului, de-a lungul văii râului Râmna. Este traversată de-a lungul acestei ape de șoseaua județeană DJ204P, care o leagă spre sud-est de Dumbrăveni (unde se termină în DN2) și spre vest de Dumitrești.

## Demografie
Componența etnică a comunei Gura Caliței
     Români (96,72%)
     Alte etnii (0,16%)
     Necunoscută (3,13%)
Componența confesională a comunei Gura Caliței
     Ortodocși (96,21%)
     Alte religii (0,66%)
     Necunoscută (3,13%)

Conform recensământului efectuat în 2021, populația comunei Gura Caliței se ridică la 2.558 de locuitori, în creștere față de recensământul anterior din 2011, când fuseseră înregistrați 2.473 de locuitori. Majoritatea locuitorilor sunt români (96,72%), iar pentru 3,13% nu se cunoaște apartenența etnică. Din punct de vedere confesional, majoritatea locuitorilor sunt ortodocși (96,21%), iar pentru 3,13% nu se cunoaște apartenența confesională.

## Politică și administrație
Comuna Gura Caliței este administrată de un primar și un consiliu local compus din 11 consilieri. Primarul, Gică Grosu[*], de la Partidul Național Liberal, este în funcție din 2016. Începând cu alegerile locale din 2024, consiliul local are următoarea componență pe partide politice:
|  | Partid                          | Consilieri | Componența Consiliului | Componența Consiliului | Componența Consiliului | Componența Consiliului | Componența Consiliului | Componența Consiliului | Componența Consiliului |
|  | ------------------------------- | ---------- | ---------------------- | ---------------------- | ---------------------- | ---------------------- | ---------------------- | ---------------------- | ---------------------- |
|  | Partidul Național Liberal       | 7          |                        |                        |                        |                        |                        |                        |                        |
|  | Partidul Mișcarea Populară      | 2          |                        |                        |                        |                        |                        |                        |                        |
|  | Alianța pentru Unirea Românilor | 1          |                        |                        |                        |                        |                        |                        |                        |
|  | Partidul Social Democrat        | 1          |                        |                        |                        |                        |                        |                        |                        |

## Istorie
La sfârșitul secolului al XIX-lea, comuna purta numele de Lacu lui Băban, făcea parte din plasa Marginea de Sus a județului Râmnicu Sărat și avea în compunere satele Lacu lui Băban (denumit și Constandoiu), Gura Caliței, Groapa Tufei, Poenile, Bălănești și Cocoșari, cu o populație totală de 1617 locuitori. În comună funcționau trei biserici și o școală mixtă cu 150 de elevi. La acea vreme, pe teritoriul actual al comunei, mai funcționa în plaiul Râmnicul din același județ și comuna Dealu Lung, formată din satele Peletic, Plopu, Rașca, Tinosu și Șotănari, cu o populație de 898 de locuitori. Aici existau două biserici (una datând din 1833) și o școală mixtă cu 28 de elevi.
Anuarul Socec din 1925 consemnează desființarea comunei Dealu Lung și includerea ei în comuna Lacul lui Băban, cu satele Cocoșari, Constandoiu, Gura Caliței, Peletic, Plopu, Poenile, Tinoasa și cătunele Bălănești, Groapa Tufei, Rașca și Șotărcari, populația totală fiind de 2812 locuitori. Ea era arondată plășii Plăginești a aceluiași județ.
În 1950, comuna a fost transferată raionului Focșani din regiunea Putna, apoi (după 1952) din regiunea Bârlad și (după 1956) din regiunea Galați. Satul Gura Caliței a fost la un moment dat separat de comună și a format comuna Gura Caliței împreună cu satul Terchești, dar în 1964 această comună a fost desființată și satul Gura Caliței a revenit la comuna Lacu lui Băban. În 1968, comuna a fost transferată la județul Vrancea, cu această ocazie mai multe sate nou-apărute (Frasinu, Pomii Cucilor, și Șesu cu Plopi) au fost comasate cu satul Dealu Lung. După inundațiile și alunecările de teren din 1970, reședința comunei s-a mutat la Gura Caliței, iar comuna a luat numele satului de reședință.